# Karl Moritz Fleischer
Karl Moritz Fleischer (* 1809 in Eisleben; † 1876 in Dresden als Carl Moritz Fleischer) war ein bedeutender Pädagoge des 19. Jahrhunderts. Er war als Publizist tätig und wurde zu den Junghegelianern gezählt.

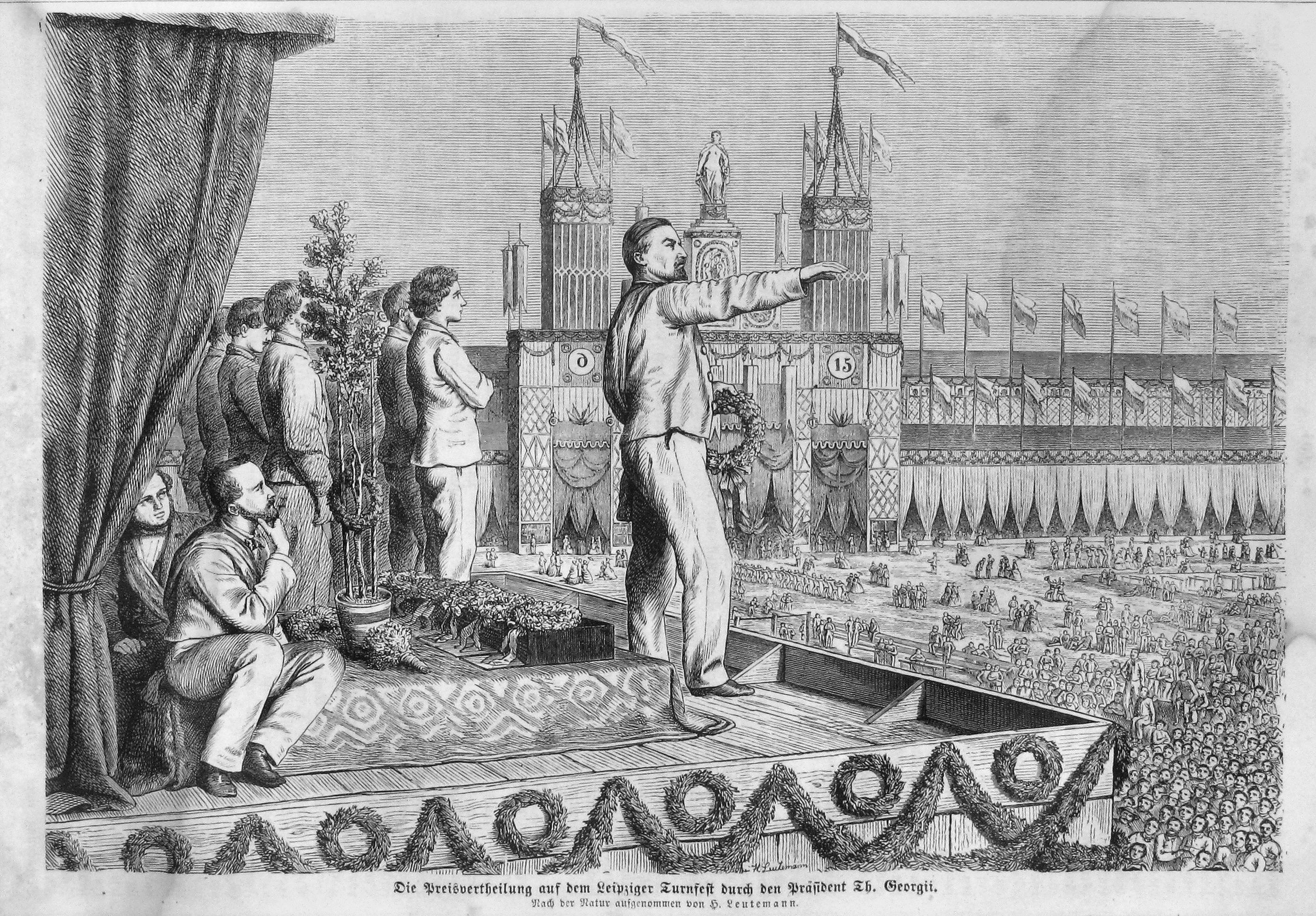
Preisverleihung beim 3. Leipziger Sportfest in den 1860ern. Ganz im Trend seiner Zeit liegend hatte Fleischer Jahre vorher darauf hingewiesen, wie wichtig die Einrichtung von Sporthallen und Sportstätten in höheren Schulen sei.

## Leben
Fleischer war ab 1832 Lehrer am Pädagogium in Halle. Er lernte in dieser Zeit Arnold Ruge kennen, der auch am Pädagogium unterrichtete. Beide waren lebenslang freundschaftlich verbunden. 1839 wurde Fleischer Lehrer am Königlichen Gymnasium in Kleve. Einer seiner prominenten Schüler war in dieser Zeit Jakob Moleschott. Dieser lernte bei ihm die Philosophie Hegels kennen. 1842 war Fleischer der einzige Pädagoge, der an der reformistischen Rheinischen Zeitung mitarbeitete. Diese unterstützte mit ihren Artikeln ein Jahr lang demokratische Ideen. Im Zusammenhang mit seiner publizistischen Tätigkeit ergaben sich jahrelange freundschaftliche Kontakte u. a. zu Karl Marx und dem Mitherausgeber der Hallischen Jahrbücher Theodor Echtermeyer. 1843 wurde sein Sohn Moritz geboren. 1857 erhielt Fleischer die Stelle eines Gymnasialoberlehrers am Friedrichs-Gymnasium in Berlin. Dort unterrichtete er bis 1870. Fleischer war zusammen mit anderen Sprecher der Gymnasiallehrer der rheinischen  Schulen und Vertreter der Lehrer an höheren Schulen in Berlin.
Fleischer setzte sich mit anderen zusammen für freiheitliche Veränderungen ein. Er publizierte seine politischen und bildungspolitischen Ideen. Er engagierte sich vor allem für die Umsetzung pädagogischer Ideale im Zusammenhang mit Reformvorschlägen für demokratische Organisationsstrukturen des öffentlichen Schulwesens. Seine Ideen fanden sich teilweise auch im Liberalismus Wilhelm von Humboldts. Humboldts Wirken in Preußen hatten viele Anregungen zu einer Gestaltung des Schulwesens gegeben. Preußen hatte 1717 die gesetzliche Grundlage für eine allgemeine Schulpflicht geschaffen und diese mit dem Generallandschulreglement 1763 weiter ausgebaut. Der konkrete Ausbau des öffentlichen Schulwesens lag noch sehr im Argen.

## Wirken
Fleischer beteiligte sich rege mit Artikeln an den Hallischen Jahrbüchern, die Echtermeyer und Ruge seit 1838 herausgaben. Seine Schwerpunkte waren hier Geschichte und Pädagogik. 1842 und 1843 erschien sein Artikel Ueber Stellung und Verhältnis der Gymnasiallehrer in Preußen. Er betonte darin die Bedeutung einer fundierten Schulausbildung für den Staat und für das Individuum. Er stellte anhand von im Artikel veröffentlichten Zahlen fest, dass die Regierung die notwendigen finanziellen Mittel für den Schulausbau, für Lernmittel und Lehrergehälter bisher nicht zur Verfügung gestellt habe.

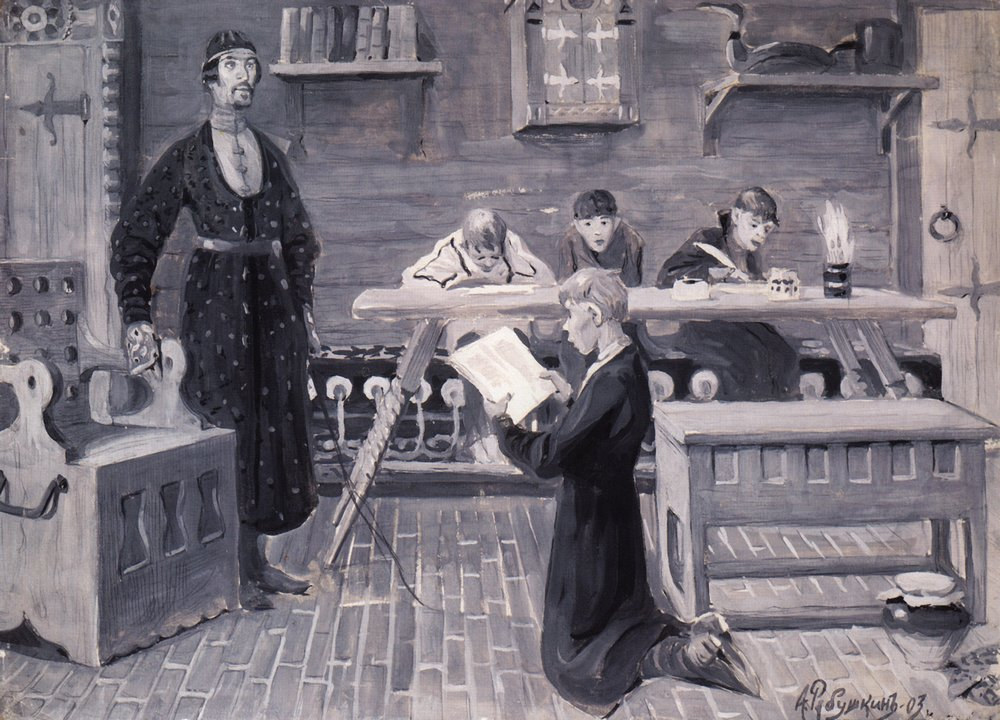
„In Staaten, wo sich bereits die freie Gesinnung freie Formen errungen hat, ist die Controle wechselseitig. … Ihr Princip ist: jeder kann irren und fallen. Dagegen ist die Controle im bürokratischen Staate nur einseitig von oben nach unten. Ihr Prinzip ist: oben Weisheit, unten Thorheit, … u.s.w.“ Fleischer: Über die Controle in Deutsche Jahrbücher Nr. 17, Jg. 1843, Seite 65.

Die hierarchisch-autoritäre Führung der Schulen und insbesondere jedes einzelnen Lehrers durch Schulleitung, Schulaufsicht und Gremien, verhindere die Wirksamkeit von Lernen und Lehren. Lehrer müssten eigenständig arbeiten können, unabhängig vom zufälligen Wohlwollen ihrer Vorgesetzten und von unterrichtsmethodischen Vorgaben der Schulaufsicht bzw. des Kultusministeriums, wenn Schüler und Schule optimale Ergebnisse erzielen sollen. Fleischer trat für die Bildung regionaler Schulkollegien ein, die sich aus Lehrern zusammensetzen sollten. In diesen Schulkollegien sollten wissenschaftliche Forschungsergebnisse diskutiert und nach Maßgabe der Schulpraxis Vorschläge für deren Umsetzung in den Schulen entwickelt werden. Umgestaltungen von oben lehnte Fleischer ab, weil weder Beamte noch Universitätsprofessoren über entsprechende Kenntnisse der Schulpraxis verfügten. Dies entsprach seiner freiheitlichen Einstellung und seiner pragmatisch liberalen Auffassung, die sich an der Hegelschen Philosophie orientierte.
Für die Lehrerausbildung empfahl er, zukünftigen Lehrern im Studium und in der Probezeit Raum und Zeit für eigenständiges Forschen berufsbezogener und wissenschaftlicher Inhalte zu geben. Die durch die umfangreichen stofflichen Anforderungen des preußischen Kultusministerium für die Lehrerprüfungen entstandene Studienpraxis des Paukens habe nur nachteilige Auswirkungen auf die spätere Lehrertätigkeit. Pauken unterstütze die Ausbildung eines hohlen, d. h. trivialen Wissens, was aus Menschen Vogelscheuchen mache. Forschen aber diene der Entwicklung der gesamten Lehrerpersönlichkeit. Erst so ausgebildete Lehrer könnten Schülern optimales Lernen und Entwickeln einer gleichfalls eigenständigen Persönlichkeit ermöglichen. Es müsste im Interesse der Regierung liegen, derart unabhängige, selbständige, Lehrer heranzubilden, wenn man mündige d. h. selber denkende Bürger haben möchte.

## Publikationen
- Mythi imprimis Graeci natura. 10. April 1838 Eine Veröffentlichung in den Schulanalaen des Frankischen Pädagogium im sächsischen Halle. Volltext-Datenbank der Aristoteles-Universität in Thessaloniki.
- Rezension zu Hurter’s Geschichte Papst Innocenz des Dritten und seiner Zeitgenossen.In: Hallische Jahrbücher für Kunst und Wissenschaft. Hg. von Arnold Ruge und Theodor Echtermeyer. Nr. 287–292, Jg. 1840.
- Karl Moritz Fleischer: Ueber Stellung und Verhältnis der Gymnasiallehrer in Preußen. In: Deutsche Jahrbücher für Wissenschaft und Kunst. Hg.v. Arnold Ruge und Theodor Echtermeyer. Nr. 180ff, Jg. 1842 und  Nr. 17ff, Jg. 1843.

## Zeitgeschichte
- Jörg Engelbrecht: Auf dem Weg von der ständischen zur staatsbürgerlichen Gesellschaft. Reformprozesse in Deutschland im Zeitalter Napoleons. Der Beitrag erschien in dem Sammelband: An der Schwelle zur Moderne. Deutschland um 1800, hrsg. v. Peter Brandt, Bonn: Forschungsinstitut der Friedrich-Ebert-Stiftung 1999.  Digitale Bibliothek der Friedrich-Ebert-Stiftung.
- Mahmoud Kandil: Sozialer Protest gegen das napoleonische Herrschaftssystem im Großherzogtum Berg 1808–1813, erschienen in dem Sammelband: An der Schwelle zur Moderne. Deutschland um 1800, hrsg. v. Peter Brandt, Bonn: Forschungsinstitut der Friedrich-Ebert-Stiftung 1999. Digitale Bibliothek der Friedrich-Ebert-Stiftung.